# Herb gminy Skulsk
Herb gminy Skulsk – symbol gminy Skulsk, ustanowiony 30 czerwca 1997.

## Wygląd i symbolika
Herb przedstawia na tarczy wizerunek Matki Boskiej Bolesnej Skulskiej (Pietà), pod sosną, a wokół niej dwa skomlące psy Jest to nawiązanie do miejscowej legendy.

## Historia
W czasach posiadania przez Skulsk praw miejskich herbem miasta był orzeł mazowiecki w czerwonym polu. W 1997 gmina zdecydowała się jednak ustanowić nowy wizerunek, niezwiązany z poprzednim.